# خانه محمدتقی لواف
خانه محمد تقی لواف مربوط به دوره قاجار است و در اصفهان، کوچه عباس کنده‌ای، میدان قیام، خیابان هارونیه واقع شده و این اثر در تاریخ ۲۹ شهریور ۱۳۵۳ با شمارهٔ ثبت ۹۹۹ به‌عنوان یکی از آثار ملی ایران به ثبت رسیده‌است.